# Джесика Частейн
Джесика Частейн (на английски: Jessica Chastain) е американска актриса , носителка на награда „Оскар“ „Златен глобус“ и две награди „Сателит“, номинирана е два пъти за награди на БАФТА и три награди „Сатурн“. Известни филми с нейно участие са „Дървото на живота“, „Враг номер едно“, „Интерстелар“, „Марсианецът“, „Пурпурният връх“ и други.

## Биография

### Ранни години
Частейн е родена в Сакраменто, Калифорния, САЩ. Тя е отгледана от майка си, Джери, която е веган готвач, и доведения си баща, който е пожарникар. Частейн е близка с баба си, Мерилин, с която посещава Оскарите през 2012 г. и 2013 г.
Джесика завършва гимназията Ел Камино в Сакраменто през 1995 г. и посещава обществения колеж в Сакраменто. През 1998 г. тя участва като Жулиета в постановката „Ромео и Жулиета“, организирана от професионална театрална компания в залива Сан Франциско. След това тя учи в школата Джулиард в Ню Йорк и е член на драматичната трупа „Група 32“ („Crew 32“) от 1999 до 2003 г. Финансирането, благодарение на което е възможно тя да посещава школата е осигурено от стипендия от актьора Робин Уилямс. Частейн участва активно в драматичната катедра на школата и играе в няколко театрални постановки и студентски филмови проекти. Частейн завършва Джулиард с бакалавърска степен по изящни изкуства през 2003 г.

### Кариера

#### 2004 – 2009 г.
Малко преди да завърши школата по драматични изкуства Частейн подписва договор с телевизионния продуцент Джон Уелс след като участва в кастинг в Лос Анджелис за студенти, които са в последната си година. Тя се премества да живее в Калифорния, Венис Бийч, и започва да посещава различни прослушвания за роли. Първоначално Частейн се сблъсква с трудности дори при намирането на прослушвания, на които да отиде, което тя обяснява с това, че е червенокоса и не изглежда по възприетия модерен начин, което е объркващо за хората и те не знаят какви роли да ѝ дадат.
Телевизионният ѝ дебют е с ролята на Каролин Стодард в пилотния епизод на нова версия на готическата сапунена опера от 60-те години на 20 век „Тъмни сенки“. Сериалът обаче не се възприема добре от медията и епизодът въобще не е излъчен. По-късно Частейн се появява в епизод от медицинския сериал „Спешно отделение“, което се оказва повратен момент в нейната кариера, тъй като след това тя често играе ексцентрични роли в телевизията. „Изиграх ролята на жена с психически проблеми в „Спешно отделение“ и след това получих доста роли в сериали на жени, които не бяха нормални. Често играех жени, които не са добре или защото са били жертва на някакъв ужасен инцидент или просто бяха луди“, разказва тя по-късно.
От 2004 г. до 2006 г. Джесика се появява в сериали като „Вероника Марс“, „Близо до дома“, „Закон и ред“. След това получава главната женска роля в постановка на пиесата „Саломе“ на Оскар Уайлд, представена в Уодсуърт Тиътър. Режисьор е Ал Пачино, който също така играе ролята на цар Ирод. Пиесата постига успех и билетите се разпродават след първите позитивни отзиви и критики. Това помага за известността на Джесика Частейн, която попада в полезрението на няколко кастинг режисьора. По-късно Ал Пачино препоръчва Частейн на режисьора Терънс Малик за ролята на г-жа О'Брайън във филма му „Дървото на живота“.
През 2008 г. Частейн прави своя дебют на големия екран с ролята си на Джолийн в едноименната драма на Дан Айрлънд по разказ, вдъхновен от песента със същото име на Доли Партън. Филмът проследява десет години от живота на главната героиня, като започва когато тя е петнадесетгодишно момиче в приемно семейство. Отзивите за филма са смесени, а самата Частейн е приета добре. Критиците хвалят представянето ѝ, а Ню Йорк Обзървър отбелязват, че „тя е единственото нещо във филма, което човек иска да гледа“. За ролята си тя печели наградата за най-добра актриса на сиатълския международен филмов фестивал през 2010 г.
През 2009 г. Частейн участва в „Stolen Lives“, трилър, режисиран от Андерс Андерсън. Филмът не се възприема добре от критиците и получава ограничен брой излъчвания по кината до март 2010 г. През същата година Частейн завършва снимките по британския сериал „Агата Кристи: Поаро“. В него тя участва като Мери Дебенхам в пълнометражна филмова адаптация на романа на Агата Кристи от 1934 г. „Убийство в Ориент Експрес“.

#### 2010 – 2011 г.
През 2011 г. Частейн изиграва различни роли, включително във филма на Терънс Малик „Дървото на живота“ и криминалния трилър „Смъртоносните полета на Тексас“.
Най-големият комерсиален успех за 2011 г. Джесика Частейн отбелязва с филма „Южнячки“ (The Help) по едноименния роман на Катрин Стокет. Отзивите на критиците за лентата са позитивни и тя моментално се превръща в хит в бокс-офиса, като приходите му достигат 169,708 млн. щатски долара в Северна Америка и 211,608 млн. долара общо за целия свят (към 8 март 2012 г.). За ролята си Частейн получава добри отзиви от критиците и е номинирана за Оскар за най-добра поддържаща женска роля. Тя не я спечелва, тъй като е изпреварена от Октавия Спенсър, която също е номинирана за ролята си в „Южнячки“. Добрите новини за Частейн продължават, а критиците остават позитивни и за следващия филм на Джесика за 2011 г., трилърът „Подслон“ (Take Shelter). В него тя играе съпругата на мъж, живеещ в малък град, който страда от апокалиптични видения.
В драмата на Джон Мадън, „Неуредени сметки“ (The Debt), Частейн играе ролята на млад агент на Мосад, изпратен в Източен Берлин в средата на 60-те години на 20 век, за да намери и залови бивш нацистки доктор, който е извършвал медицински експерименти в концентрационните лагери. Частейн споделя ролята с Хелън Мирън, тъй като двете играят един и същи персонаж в различни фази от живота ѝ. Двете актриси работят заедно и преди започването на снимките, за да могат да уеднаквят гласовете и маниерите, които ще използват за да изобразят героинята. В същото време Частейн ходи на уроци по немски език и Крав мага (вид система за самоотбрана). Тя също така изучава различни книги за Джоузеф Менгеле и историята на Мосад, за да се подготви максимално за филма. Премиерата на лентата е през септември 2010 г. на Международния филмов фестивал в Торонто, като филмът е пуснат в кината през август 2011 г. Частейн получава позитивни оценки както от критиците, така и от зрителите.
На 29 ноември 2011 г. Частейн получава наградата за най-добра поддържаща женска роля на Сдружението на филмовите критици на Ню Йорк за изпълненията ѝ във филмите „Южнячки“, „Подслон“ и „Дървото на живота“, като е номинирана и за наградата „Независим дух“ за ролята си в „Подслон“. На 1 декември 2011 г. Джесика е номинирана за наградата „Сателит“ за най-добра поддържаща роля като госпожа О‘Брайън в „Дървото на живота“, която в крайна сметка спечелва, както и за много други награди на критиците за най-добра поддържаща женска роля, като например тази на Националното общество на филмовите критици и на Асоциацията на филмовите критици – Лос Анджелис.

#### 2012 – 2014 г.
Джесика Частейн играе ролята на Виргилия в интерпретацията на Шекспировата трагедия „Кориолан“, която е и режисьорският дебют на британския актьор Ралф Файнс, който изпълнява главната роля на Кориолан. В лентата участват и Ванеса Редгрейв и Джерард Бътлър. Филмът излиза през януари 2012 г. и критиците му дават като цяло позитивни оценки. Частейн участва и в анимацията „Мадагаскар 3“, където озвучава ягуара Джиа, която има италиански акцент. Филмът излиза през юни 2012 г. и също е оценен добре от критиците.
След като през 2006 г. изиграва ролята на Саломе в едноименната пиеса на Оскар Уайлд, Частейн участва и във филмовата ѝ адаптация, режисирана от Ал Пачино. През 2012 г. Частейн участва във филма на режисьора Джон Хилкоут, „Беззаконие“, чието действие се развива по време на Сухият режим в САЩ.
През април 2012 г. Джесика Частейн е включена в списъка на най-влиятелните хора на планетата на списанието „Тайм“. През юни същата година е поканена да стане част от Академията за филмови изкуства и науки. През същия месец Джесика става рекламно лице на парфюма „Манифесто“ на Ив Сен Лоран.
През 2012 г. Частейн се появява и във филма „Катран“, където играе ролята на майката на спечелилия награда Пулицър Чарлз Кенет Уилямс. Тя отново работи с Терънс Малик в романтичната драма „To the Wonder“, но частта, която включва нейната роля в крайна сметка не попада във филма. Частейн получава предложение да изиграе ролята на принцеса Даяна в биографичния филм за нея, но се отказва поради заетостта си с други филми, а нейното място заема Наоми Уотс. В екшън-трилъра „Враг номер едно“ Частейн играе ролята на Мая, агент на ЦРУ, и е номинирана за Оскар за най-добра женска роля. За тази роля през 2013 г. Частейн печели Златен глобус за най-добра актриса в драматичен филм.
През 2012 г. Частейн прави първия си дебют на сцената на Бродуей, като изиграва ролята на Катрин Слоупър в съвременна адаптация на пиесата „Наследницата“ от 1947 г. Тя се играе за кратко време на Бродуей в театъра „Уолтър Кър“ от 1 ноември 2012 г. до 9 февруари 2013 г. Последната постановка обаче е отложена, за да може Джесика Частейн да присъства на наградите на Британската академия за филмово и телевизионно изкуство.
През 2013 г. Джесика участва във филма на ужасите „Мама“, където играе главната роля. След като „Мама“ излиза и се изкачва сред комерсиално успешните филми заедно с „Враг номер едно, Частейн се превръща в първата жена от 50 години насам, която играе главната роля в два филма, които едновременно са начело на листата в бокс-офиса.
Частейн се снима и в главната роля във филма „Изчезването на Елинор Ригби“, заедно с Джеймс Макавой. Тове е първият пълнометражен филм на режисьора Нед Бенсън и представлява драма в три части. Частейн ще играе главната роля и във филма „Госпожица Юлия“, който е адаптация по пиеса на Аугуст Стриндберг с режисьор Лив Улман.  Тя ще участва и в пълнометражен филм, адаптиран по книгата „The Zookeeper's Wife“ и режисиран от Ники Каро. 
Частейн се появява заедно с Матю Макконъхи и Ан Хатауей в продукцията „Interstellar“. Това е следващият филм на режисьора Кристофър Нолан, който в края на 2014 г. ще излезе в САЩ.
На 16 юли 2013 г. Частейн получава роля във филма „A Most Violent Year“ на режисьора Джефри Чандър. 
През есента на 2013 г. ставя ясно, че Джесика Частейн ще участва във филм на ужасите на Гилермо дел Торо със заглавието „Crimson Peak“ заедно с Миа Уасиковска. Снимките започват през февруари 2014 г., като се очаква да излезе през април 2015 г.

### Личен живот
Частейн е веган, което обяснява с това, че не желае да измъчва нищо и никого и иска да живее живот, с който не допринася за жестокостта в света. Тя иска всеки един човек и всяко същество, което среща докато живее на тази планета да знае, че е благодарна за това, че то е тук. Частейн живее в Манхатън, заедно с кучето си, Чаплин, което е осиновила. Тя излиза с изпълнителния директор на модната компания Монклер, Жан Лука Паси ди Препосуло, който е с италиански произход.

## Филмография

### Кино
| Година | Филм                             | Оригинално заглавие                | Роля                | Бележки |
| ------ | -------------------------------- | ---------------------------------- | ------------------- | --- |
| 2008   |                                  | Jolene                             | Джолин              | |
| 2009   |                                  | Stolen Lives                       | Сали Ан             | |
| 2010   | „Неуредени сметки“               | The Debt                           | Рейчъл (като млада) | |
| 2011   | „Подслон“                        | Take Shelter                       | Саманта             | номинация – Сатурн за най-добра актриса. |
| 2011   | „Кориолан“                       | Coriolanus                         | Вирджилия           | |
| 2011   | „Дървото на живота“              | The Tree of Life                   | г-жа О'Брайън       | Сателит за най-добра актриса в поддържаща роля. |
| 2011   | „Южнячки“                        | The Help                           | Селия Фут           | номинация – Оскар за най-добра поддържаща женска роля. номинация – Награда на БАФТА за най-добра актриса в поддържаща роля. номинация – Златен глобус за най-добра поддържаща актриса. |
| 2011   |                                  | Wilde Salomé                       | Саломе              | документален филм |
| 2011   | „Смъртоносните полета на Тексас“ | Texas Killing Fields               | Пам                 | |
| 2012   | „Мадагаскар 3“                   | Madagascar 3: Europe's Most Wanted | Джия (глас)         | анимационен филм |
| 2012   | „Беззаконие“                     | Lawless                            | Маги Бюфорд         | |
| 2012   |                                  | Tar                                | г-жа Уилямс         | |
| 2012   | „Враг номер едно“                | Zero Dark Thirty                   | Мая                 | Златен глобус за най-добра актриса в драматичен филм номинация – Оскар за най-добра женска роля. номинация – Награда на БАФТА за най-добра актриса в главна роля. номинация – Сателит за най-добра актриса. номинация – Сатурн за най-добра актриса. номинация – Емпайър за най-добра актриса. |
| 2013   | „Мама“                           | Mama                               | Анабел              | |
| 2013   | „Изчезването на Елинор Ригби“    | The Disappearance of Eleanor Rigby | Елинор Ригби        | |
| 2014   | „Госпожица Юлия“                 | Miss Julie                         | Джули               | |
| 2014   | „Интерстелар“                    | Interstellar                       | Мърф                | номинация – Сатурн за най-добра актриса в поддържаща роля. |
| 2014   | „Най-бруталната година“          | A Most Violent Year                | Ана Моралес         | номинация – Златен глобус за най-добра поддържаща актриса. |
| 2015   | „Марсианецът“                    | The Martian                        | Мелиса Луис         | |
| 2015   | „Пурпурният връх“                | Crimson Peak                       | Люсил Шарп          | |
| 2016   | „Ловецът: Ледената война“        | The = Huntsman: Winter's War       | Сара                | |
| 2019   | „То“                             | It                                 | Бевърли Марш        | |
| 2022   | „Добър медицински брат“          | The Good Nurse                     | Ейми Лоурен         | |